# Monobrachium parasitum
Monobrachium parasitum is een hydroïdpoliep uit de familie Monobrachiidae. De poliep komt uit het geslacht Monobrachium. Monobrachium parasitum werd in 1877 voor het eerst wetenschappelijk beschreven door Mereschkowsky. 